# Eddie Butler
Eddie Butler, född 2 oktober 1971 i Dimona i Israel, är en israelisk artist som representerade Israel i Eurovision Song Contest 2006 i Aten med låten "Together we are one".
Låten var ingen framgång, den fick endast fyra poäng. Endast Malta var sämre, där Fabrizio Faniello med låten "I Do", fick en poäng och kom sist.